# Фудбалски савез Сједињених Америчких Држава
Фудбалски савез Сједињених Америчких Држава (енгл. United States Soccer Federation) је главна фудбалска организација САД-а која руководи фудбалским спортом у земљи, као и њеном фудбалском репрезентацијом.